# Лиманова
Лиманова (пољ. Limanowa) је град у Пољској у Војводству Малопољском у Повјату лимановском. Према попису становништва из 2011. у граду је живело 15.146 становника.

## Становништво
Према прелиминарним подацима са пописа, у граду је 2011. живело 15.146 становника.
| 2002.  | 2011.  | 2012.  |
| ------ | ------ | ------ |
| 14.391 | 15.146 | 15.132 |

## Партнерски градови
- Мрагово
- Најлс (Илиноис)